# 문화 변동
문화 변동 (culture change)은 개인과 공동체 행동에 대한 문화 자본의 영향을 강조하는 공공 정책 수립에 사용되는 용어이다. 이는 때때로 문화의 재배치라고도 불리며, 이는 한 사회의 문화적 개념을 재구성하는 것을 의미한다. 이는 의사 결정의 사회적, 문화적 자본 결정 요인과 이러한 요인이 정보의 가용성이나 행동을 유도하기 위해 개인이 직면하는 재정적 인센티브와 같은 다른 요인과 상호 작용하는 방식을 강조한다.
이러한 문화 자본의 영향에는 양육과 가족 및 가까운 동료의 역할, 학교 및 직장 등의 조직, 지역사회와 이웃, 그리고 미디어와 같은 더 넓은 사회적 영향력이 포함된다. 이 문화적 자본은 특정 가치, 태도 또는 사회적 규범으로 나타나며 이는 결국 개인이 특정 결정이나 행동 과정과 관련하여 채택하는 행동 의도를 안내한다고 주장된다. 이러한 행동 의도는 재정적 인센티브, 규제 및 법률, 정보 수준과 같은 행동을 유도하는 다른 요소와 상호 작용하여 실제 행동을 유도하고 궁극적으로 기본 문화 자본으로 다시 피드백된다.
일반적으로 문화적 고정관념은 변화와 그 자체의 재정의에 큰 저항을 나타낸다. 문화적 돌연변이는 점진적으로 발생하기 때문에 문화는 어느 한 시점에서 관찰자에게 고정된 것처럼 보이는 경우가 많다. 문화적 변화는 장기적인 과정이다. 정책 입안자들은 사회 문화적 특성의 일부 기본 측면을 개선하기 위해 많은 노력을 기울여야 한다.

문화 변동 (culture change)은 다른 문화와의 접촉에 의해서 새로운 문화 요소가 전파되며 발생한다. 또한 문화는 새로운 문화 요소의 등장인 발명과 발견에 의해서 변화한다. 최근의 문화 변동은 전 지구화 및 과학 기술의 발전으로 한 사회에서 발명된 새로운 문명의 이기가 단기간 내에 전 세계의 문화에 영향을 미치게 된다. 이러한 점에서 오늘날의 문화 변동은 발명과 전파 또는 발견과 전파의 상호작용에 의해서 발생한다고 할 수 있다.
- 첫 번째로 문화 융합은 특정 사회의 고유문화가 외래문화와 접촉한 결과, 새로운 문화가 등장하게 되는 현상을 가리킨다.
- 두 번째로 문화 동화 (cultural assimilation)는 외래문화의 유입 결과, 기존의 문화가 외래문화에 완전히 흡수되어 해체되거나 소멸되어 버리는 현상을 의미한다.
- 세 번째로 문화공존은 외래문화가 유입되지만 기존의 문화와 뒤섞이거나 흡수되지 않고, 하위문화로서 그사회 내부에 독립성을 유지하면서 존재하는 경우를 의미한다.
- 네 번째로 문화의 반등 및 복고는 외래문화의 유입으로 인해 기존 고유문화의 정체성이 위협을 받을 경우, 외래문화를 거부하고 고유문화를 강화하려는 움직임을 의미한다.

## 문화변동에 따른 문제와 그 해결
물질문화와 비물질문화 사이의 변동 속도는 상이하며, 그 차이가 사회 문제를 유발한다. 과학 기술의 발달로 물질문화의 요소는 빠르게 우리 사회에 유입되지만, 그에 맞는 예절이나 제도, 가치관은 그만큼 빠르게 형성되지 않는다. 이처럼 물질문화의 빠른 발전 속도에 비해 비물질문화의 발전 속도가 지체되는 현상을 문화 지체라고 한다.

## 문화 변용
문화 변용 (acculturation)에는 다양한 의미가 있다. 그러나 이러한 맥락에서 그것은 식민지화 과정에서 특정 아메리카 원주민 부족과 전 세계의 많은 원주민에게 일어난 일과 같이 한 문화의 특성을 다른 문화로 대체하는 것을 의미한다. 개인 수준의 관련 프로세스에는 문화 동화(cultural assimilation. 개인이 다른 문화를 채택하는 것.)와 문화 횡단 (transculturation)이 포함된다. 문화의 초국적 흐름은 서로 다른 문화를 융합하고 생각, 아이디어, 신념을 공유하는 데 중요한 역할을 해왔다.

## 같이 보기
- 문화 변용